# Прокопчак Марія Онуфріївна
Прокопчак Марія Онуфріївна (* 7 серпня 1914, Слава, провінція Альберта, Канада — ?) — українська громадська діячка в Канаді.

## З життєпису
З 1935 року в складі Комуністичної партії Канади з 1935.
Її чоловік, П. Д. Прокопчак (редактор журналу «Робітниця»), теж був громадським діячем.
Брала участь у роботі Товариства «Український Робітничо-фермерський дім».
З 1960 року — помічник крайового секретаря по роботі серед жінок.
Згодом працювала заступником голови Крайового виконавчого комітету Товариства об'єднаних українських канадців.
Входила до складу комітетуту по керівництву жіночим рухом при ЦК Комуністичної партії Канади.
Неодноразово відвідувала СРСР, 1962 року була учасницею Всесвітнього конгресу за загальне роззброєння і мир у Москві.

## Джерело
- УРЕ

| українська персоналія | Це незавершена стаття про особу, що має стосунок до України. Ви можете допомогти проєкту, виправивши або дописавши її. |